# 魅族MX
魅族MX（型号：M030）是魅族於2012年1月1日正式发售的手机产品。发售时采用Android 2.3系统。搭载Samsung ARM Cortex-A9 Exynos 4210 1.4GHz 双核 CPU。
魅族MX四核（型号：M032）于同年6月30日发售。采用魅族基于Android 4.0深度定制的Flyme OS 1.0操作系统。搭载Samsung ARM Cortex-A9 Exynos 4412 1.4GHz 四核 CPU。
魅族MX全新双核版（型号：M031）是魅族于同年7月14日正式发售的手机产品。同樣采用魅族基于Android 4.0深度定制的Flyme OS 1.0操作系统。搭载32nm制程的Samsung ARM Cortex-A9 Exynos 4212 1.5GHz 双核 CPU。

## 手机配置
- 中央处理器：M030采用三星 Exynos 4210，主频1.4GHz，该CPU基于ARM Cortex-A9架构，内置了Mali 400 MP图形加速器。M031采用三星 Exynos 4212，主频1.5GHz。M032采用三星 Exynos 4412四核处理器，主频1.4GHz，同样内置了Mali 400 MP图形加速器。
- 随机存取存储器：1GB
- 唯讀記憶體：16GB（双核、四核）、32GB（四核）和64GB（四核）
- 存储卡：不支持存储卡
- 操作系统：双核版发售时采用Android 2.3。2012年7月12日升级为魅族基于Android 4.0深度定制的Flyme OS 1.0操作系统。四核版和全新双核版上市时已经采用Flyme OS 1.0操作系统。
- 屏幕：1600万色4英寸夏普屏幕，支持10点触控
- 屏幕分辨率：960×640
- 机身尺寸：121.3x63.3x10.3mm
  - 重量：139g
  - 颜色：正面黑色，背面为白色双料注塑外壳，也可换其他颜色的外壳
- 摄像头：800万像素背照式（英语：Back-illuminated sensor）CMOS镜头，支持自动对焦、微距，支持拍摄最大1080p尺寸的视频；前置30万像素镜头
- 音频输出：3.5mm耳机接口
- 通信能力：GSM/GPRS/EDGE/WCDMA/HSPA+
- 连接能力：蓝牙2.1 EDR、Wi-Fi/WAPI（802.11b/g/n）、MiniUSB、MHL
- 电池能力：1600mAh 3.7V 光宇锂聚合物电池（双核版）；1700mAh 3.7V 锂聚合物电池（全新双核版/四核版）
- 内置传感器：GPS导航、三轴陀螺仪、重力传感、环境光度传感、红外距离传感和触摸传感